# Tre Città
Col termine Tre Città (in maltese It-Tlett Ibliet) si indicano collettivamente le tre città fortificate di Vittoriosa, Senglea e Cospicua sull'isola di Malta.
La più antica delle Tre Città è Vittoriosa, nota sin dal Medioevo col nome di Birgu, mentre le altre due città vennero entrambe fondate dai Cavalieri Ospitalieri tra il XVI e il XVII secolo. Le tre città sono difese dalle fortificazioni della Linea Cottonera e proprio il termine Cottonera (in maltese Il-Kottonera) è divenuto nel tempo sinonimo delle Tre Città a cui però spesso viene inclusa anche Calcara.
Assieme, le Tre Città hanno una popolazione di 10.808 abitanti.

## Storia
Birgu venne abitata sin dal tempo dei Fenici, ma l'attuale città risale all'epoca dei Cavalieri Ospitalieri quando venne scelta come capitale al posto di Mdina all'arrivo dell'Ordine sull'isola nel 1530. Dopo l'attacco del 1551, Senglea venne costruita su una penisola nota popolarmente col nome di L'Isola e a Birgu venne costruito Forte Sant'Angelo sul sito dell'antico Castrum Maris.

Le città vennero assediate nel corso del Grande assedio di Malta del 1565, e dopo l'assedio, a Birgu venne concesso il titolo di Città Vittoriosa mentre a Senglea quello di Città Invicta. Dopo l'assedio, nel 1571, venne fondata la città di La Valletta che divenne la nuova capitale al posto di Birgu. Le fortificazioni delle città vennero rafforzate durante il regno del Gran Maestro Nicolas Cotoner e, nel 1722, il Gran Maestro Marc'Antonio Zondadari concesse alla città di Bormla il titolo di Città Cospicua.

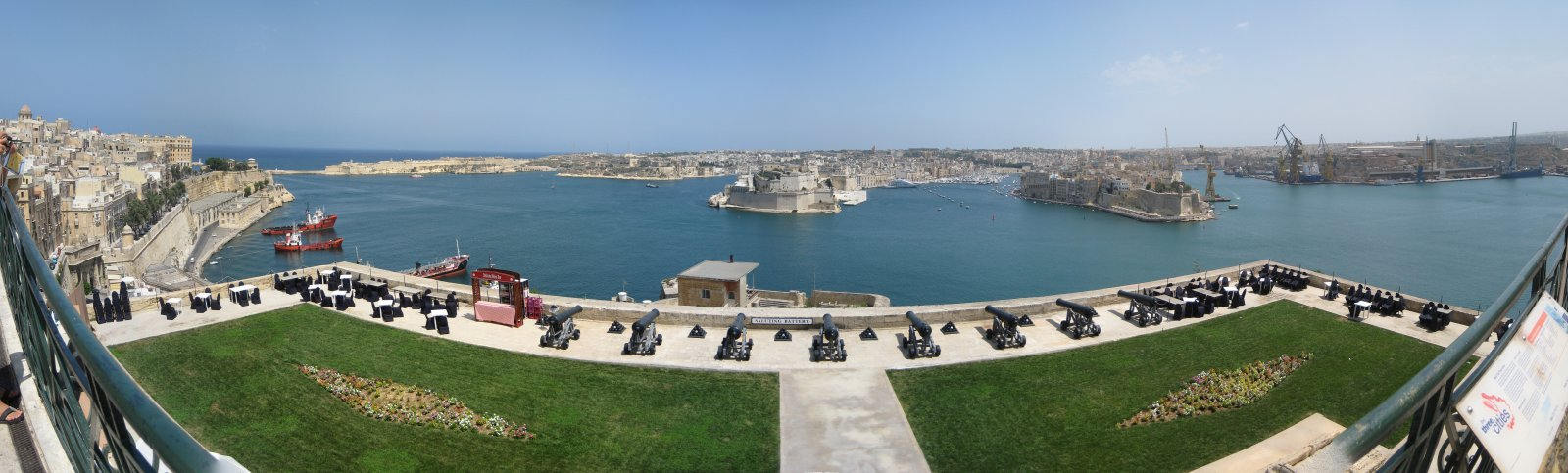
Vista delle Tre Città dagli Upper Barrakka Gardens e con la Saluting Battery in primo piano

La linea Cottonera venne intesa proprio come le fortificazioni esterne alla città, costruite su progetto dell'ingegnere militare Antonio Maurizio Valperga su quattro delle cinque colline attorno a Bormla. Originariamente intese come difese ancora più grandi, il sistema attornia Corradino e si estende su Calcara sino al  Forte Ricasoli, sino poi al forte di Santa Margherita. L'inizio della costruzione fu il 28 agosto 1670 con una grandiosa e solenne processione diretta dall'Ordine di Malta che partì a piedi dalla chiesa parrocchiale di Bormla, guidata dal priore della chiesa conventuale locale, con la reliquia di San Giovanni in mano, protettore dell'Ordine, seguito dal Gran Maestro e da tutti i cavalieri ed i cittadini che passarono attraverso i bastioni di San Nicolò; la prima pietra venne posta al rombo dei cannoni di tutte le fortezze dell'isola. In totale vennero eretti sei chilometri di fortificazioni attorno a Bormla con una serie di bastioni e trionfali portali di stile barocco.
Secondo un progetto redatto da Albert Clouet per la Civitas Cotonera, al centro doveva trovarsi un castello o un forte e attorno nuove costruzioni, palazzi, giardini e un porto come parte essenziale dell'economia della città. Il progetto di Albert Clouet escludeva le penisole delle due città vicine. Dopo la morte del Gran Maestro Cotoner, i progetti vennero criticati perché giudicati eccessivi e con costi troppo elevati rispetto all'utilità per l'Ordine, anche se all'epoca dell'assedio di Malta del 1798-1800 l'occupazione di questi luoghi fortificati, dapprima da parte dei francesi e successivamente da parte degli insorgenti maltesi aiutati dagli inglesi della Royal Navy, diede prova a distanza di secoli di essere la soluzione migliore.
Nel 1670 le fortificazioni di Birgu (Vittoriosa) e Isla (Senglea) erano considerate superate, per cui le fortificazioni della Cottonera durante il regno del Gran Maestro Nicolas Cotoner servivano e a proteggere il porto e La Valletta da eventuali attacchi via mare (in particolare degli ottomani).
Lo stesso antico nome di Bormla sembrerebbe di origine fenicia o punica ed indicherebbe non solo una città di antiche origini ma, come riportato da Achille Ferris nel suo Notizie Storiche Sull'Etimologia Dei Nomi, la parola Bormla è composta dalle parole Bur e Mula dove il primo termine significa "luogo" e il secondo "alto", quindi luogo importante ma anche sopraelevato e strategicamente molto utile. La dominazione di Bormla del paesaggio circostante da una posizione posta appunto in alto corroborerebbe questa tesi. Nel suo libro Della lingua punica presentemente usata da maltesi & c, Giovanni Pietro Francesco Agius de Soldanis parla dell'area di t'Ghuxa a Bormla e del suo antico nome come di origini puniche ed utilizzato anch'esso per indicare dei luoghi già fortificati in antichità. Si dice che nel 1722 vedendo le fortificazioni di Bormla, il Gran Maestro Marc'Antonio Zondadari, decise di concederle il titolo di Città Cospicua per la forte presenza di fortificazioni.
Durante la Seconda guerra mondiale, le Tre Città vennero pesantemente bombardate da italiani e tedeschi, e vennero ricostruite negli anni '50 e '60.